# Nu knäpper jag händerna stilla
Nu knäpper jag händerna stilla är en psalm med text skriven 1890 av Adolf Langsted och musik skriven av A P Möller. Texten översattes till svenska 1939 av Nils Holmstrand.

## Publicerad i
- Psalmer och Sånger 1987 som nr 551 under rubriken "Dagens och årets tider - Kväll".[1]